# Jakob Savinšek
Jakob Savinšek (4. února 1922 Kamnik – 17. srpna 1961 Kirchheim) byl slovinský sochař a ilustrátor.

## Životopis
Savinšek se narodil v Kamniku, absolvoval gymnázium v Lublani a za druhé světové války byl krátce internován v táboře Gonars. Po válce nejprve krátce studoval medicínu, poté přešel na Akademii výtvarných umění, kterou ukončil v roce 1949. Následně navštěvoval kurz prof. Borise Kalina. Profesionálně se zlepšoval díky studijním cestám do zahraničí – do Rakouska a Švýcarska (1951/52), Itálie (1952, 1954 a 1957), Francie a Anglie (1955).
Věnoval se nejen sochařství, ale i malbě akvarelů, ilustrací, divadelní scénografii, publikoval také poezii. Ve své rané tvorbě čerpal ze secese a slovinského expresionismu. Byl autorem celé řady soch, sousoší a bust.
Zemřel náhle na pracovním sympoziu v západoněmeckém Kirchheimu.